# Miguel Pereira y Forjaz
Miguel Pereira Forjaz Coutinho Barreto de Sá e Resende (1 de noviembre de 1769 — 6 de noviembre de 1827), noveno Conde da Feira, fue un militar y político portugués que se distinguió por su papel en la ocupación francesa de Portugal durante las Guerras Napoleónicas. Fue uno de los gobernadores designados por el Consejo de regencia portugués (1807) para gestionar el Reino de Portugal cuando la corte se trasladó a Brasil

## Biografía
Ingresó en el ejército en 1785 como cadete en el Regimiento de Peniche donde conoció a muchos miembros de su familia. Fue ascendido a teniente en 1787 y formó parte del personal del conde de Oeynhausen, fue inspector general de la infantería, estuvo con él en el campo de la Porcalhota en 1790. Fue ascendido a capitán en 1791 y mayor (sargento) en 1793, de ser nombrado ayudante general de las órdenes de Forbes, comandante de la división portuguesa estaba luchando en el Rosellón y Cataluña.